# Tengerszem

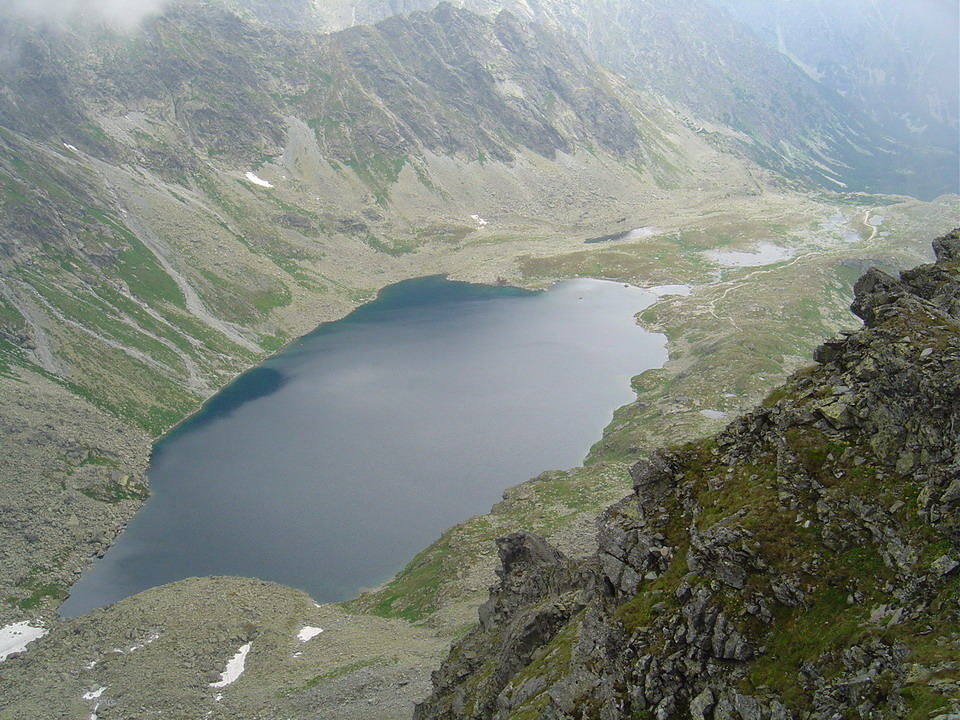
A Nagy-Hincó-tó, a legnagyobb és legmélyebb tengerszem Szlovákiában

A tengerszem valamely hegységben kialakult, általában kis édesvizű tó. A tengerhez nincs köze, legfeljebb annak tiszta vize és emiatt gyakorta kék színe miatt mutat rokonságot vele. Az elnevezés a Magas-Tátra lengyel oldalán található Halas-tó lengyel nevéből (Morskie Oko) származik, annak tükörfordítása magyarul.[forrás?]

## Kialakulása
A holocénben alakult ki, amikor a felmelegedés hatására a gleccserek visszahúzódtak. Nyomukban a kárfülkékben és a végmorénák mögött összegyűlt a víz: ezek a negatív felszínformák lettek a tengerszemek medrei.

## Hasznosítása

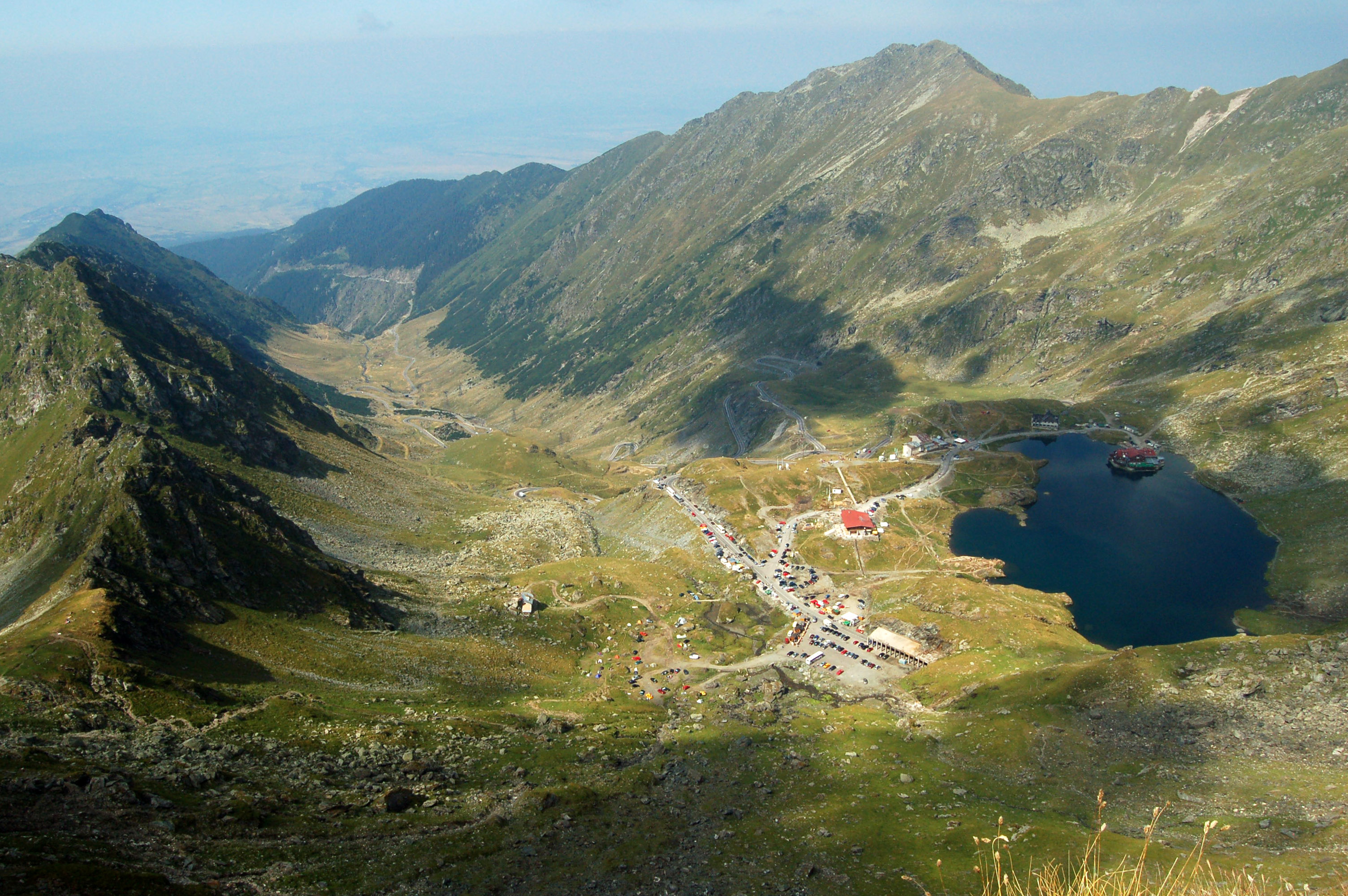
A Bilea-tó Erdélyben

Ezek a tavak nagyon fontos turisztikai célpontok és üdülőhelyek.
A hegyi falvak fontos ivóvíz ellátói a tengerszemek.

## Előfordulása
Az egykori gleccserek kárfülkéit Európában az Alpokban, a Pireneusokban és a Kárpátok magashegységi részein, főleg a Magas-Tátrában és a Déli-Kárpátokban töltik ki tengerszemek. A Balkán-félszigeten a hóhatár közeléig emelkedő Rilában és Pirinben is gyakoriak az ilyen kártavak.